# Chotkowo
Chotkowo (russisch Хотько́во) ist eine Stadt mit 21.505 Einwohnern (Stand 14. Oktober 2010) in Russland in der Oblast Moskau. Sie liegt 60 km nordöstlich von Moskau sowie 10 km südlich der Großstadt Sergijew Possad.

## Geschichte

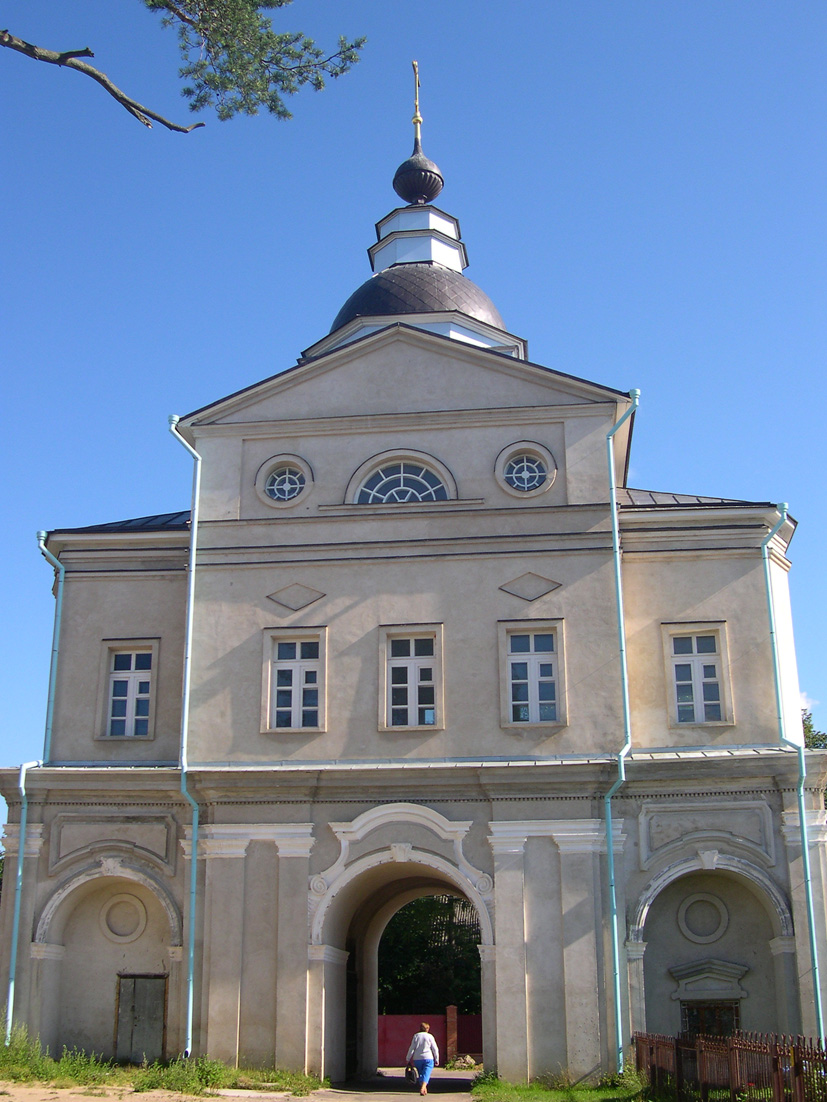
Das Tor des Schutz-und-Fürbitte-Klosters von Chotkowo

Chotkowo entstand rund um das 1308 gegründete orthodoxe Chotkow-Kloster der Mariä-Schutz-und-Fürbitte (russ. Покровский Хотьков монастырь), welches heute als Frauenkloster besteht. Das zeitweise zum nahe gelegenen Dreifaltigkeitskloster von Sergijew Possad gehörende Kloster zählte Ende des 19. Jahrhunderts rund 280 Einwohner, Anfang des 20. Jahrhunderts wurde dort eine Schule und ein Krankenhaus gegründet.
1862 entstand nahe dem Kloster eine Eisenbahnstation im Zuge des Baus der Linie von Moskau nach Sergijew Possad (diese Strecke wurde später bis nach Jaroslawl verlängert und in die Transsibirische Eisenbahn integriert). Rund um die Station formte sich eine Siedlung, in den 1930er-Jahren entstanden dort einige Industriebetriebe. 1949 erhielt der Ort den Stadtstatus. Das Kloster wurde Anfang der 1920er-Jahre von den kommunistischen Machthabern aufgelöst und erst 1989 der Russisch-Orthodoxen Kirche zurückgegeben.

### Bevölkerungsentwicklung
| Jahr | Einwohner |
| ---- | --------- |
| 1939 | 7.257     |
| 1959 | 14.341    |
| 1970 | 18.192    |
| 1979 | 22.140    |
| 1989 | 23.343    |
| 2002 | 20.957    |
| 2010 | 21.505    |

Anmerkung: Volkszählungsdaten

## Verkehr
Der Bahnhof Chotkowo an der Transsib ist heute Haltepunkt von Nahverkehrszügen vom Jaroslawler Bahnhof Moskaus aus bis nach Sergijew Possad und Alexandrow. Die nächste Fernstraße ist das Jaroslawler Chaussee, eine Teilstrecke der Magistrale M8.

## Sehenswürdigkeiten
- Chotkow-Kloster der Mariä-Schutz-und-Fürbitte mit Sakralbauten aus dem 18. und 19. Jahrhundert
- Künstlerdorf Abramzewo 4 km südlich von Chotkowo
- Alexius-Kirche, erbaut in den 1850er-Jahren

## Söhne und Töchter der Stadt
- Sergei Suponew (1963–2001), Fernsehmoderator bei ORT